# Zólyomi erdőispánság
A zólyomi erdőispánság királyi udvarbirtok, vadászterület volt a 12. század második felétől Zólyom központtal, a zólyomi erdő hatalmas területén, amelyen később négy vármegye, Zólyom, Liptó, Árva és Turóc osztozott. Az erdőispánság a 12. század második felében alakult ki, a zólyomi ispánt (comes), mint a királyi magánbirtok gondnokát (procurator) 1222-től említik a források. Az erdőispánság területén várjobbágyfiúk és erdőóvó (ardó) várnépek laktak. Megindult a királyi várispánság kialakulása, de az nem teljesedett ki, királyi vármegye itt nem alakult ki, hanem csak a 14. század folyamán az említett négy nemesi vármegye. Az erdőispánság mint zólyomi főesperesség az esztergomi érsekség része volt.